# صموئيل ثورستون
صموئيل ثورستون هو محامي وسياسي أمريكي، ولد في 17 أبريل 1815 في مونموث في الولايات المتحدة، وتوفي في 9 أبريل 1851 في أكابولكو في المكسيك. نشط حزبياً في الحزب الديمقراطي. وقد انتخب Non-voting members of the United States House of Representatives ‏.